# إدوارد فولانسبي نويز
إدوارد فولانسبي نويز (بالإنجليزية Edward Follansbee Noyes) وهو سياسي ودبلوماسي أمريكي ينتمي إلى الحزب الجمهوري ولد إدوارد فولانسبي نويز في 3 تشرين الاول - أكتوبر من سنة 1832 في مدينة هافر هيل بولاية ماساشوستس نوبز تخرج في سنة 1857 من كليى ة دارتموث شغل إدوارد فولانسبي نويز منصب حاكم على ولاية أوهايو ما بين عامي 1872 إلى عام 1874 توفي إدوارد فولانسبي نويز. وشغل نويز كذلك منصب سفير الولايات المتحدة في فرنسا ما بين عامي 1877 إلى عام 1881 توفي إدوارد فولانسبي نويز في 4 أيلول - سبتمبر من سنة 1890 في ولاية أوهايو.